# Jules Bledsoe
Jules Bledsoe (29 de diciembre de 1898 – 14 de julio de 1943) fue un renombrado barítono de nacionalidad estadounidense. Aunque hoy está semiolvidado, fue el primer artista afroamericano en conseguir un empleo regular en el circuito de Broadway, en la línea de Bert Williams, William Grant Still, Ford Dabney y otros. 

## Biografía
Nacido en Waco, Texas, tras graduarse en el Bishop College prosiguió su formación en el Virginia Union College y en la Universidad de Columbia. Debutó en el Aeolian Hall de Nueva York en 1924, consiguiendo trabajar para el empresario teatral Sol Hurok. 
Bledsoe actuó en la ópera de Frank Harling Deep River en 1926 y creó en 1927 el papel de Joe en el musical de Jerome Kern y Oscar Hammerstein II Show Boat, tras serle imposible a Paul Robeson actuar en la obra por problemas de calendario. 
Entre 1929 y 1930 Bledsoe actuó en tres cortos musicales, Old Man Trouble, On the Levee, y Dear Old Southland.
En la ópera de Giuseppe Verdi Aida, interpretada por la Chicago Opera, Bledsoe cantó el papel de Amonasro. En la pieza de Louis Gruenberg The Emperor Jones interpretó al personaje principal. Ambas producciones se representaron en el Hippodrome. En una producción en Holanda también cantó el papel del título, en este caso el de la ópera de Músorgski Borís Godunov. Bledsoe hizo conciertos en giras y fue miembro de la plantilla musical del Teatro Roxy formando parte del Roxy's Gang.  
En 1935, el show de la BBC "Songs of the Negro" fue programado por Bledsoe, que entonces estaba cantando en Londres Blackbirds of 1936.
Jules Bledsoe falleció en 1943 en Hollywood, California, a causa de un ictus. Fue enterrado en el Cementerio Greenwood, en Waco.